# يان كيرلي
يان كيرلي (بالإنجليزية: Ian Curley)‏ هو سائق سباق بريطاني، ولد في 1 يوليو 1972.